# José Luis Astigarraga Lizarralde
José Luis Astigarraga Lizarralde, C.P. (Azcoitia, Guipúzcoa, 4 de mayo de 1940-Yurimaguas, Perú, 20 de enero de 2017) fue un obispo católico español afincado en Perú.

## Biografía

### Vida religiosa
Cuando era joven descubrió su vocación religiosa, lo que le llevó a asistir al seminario diocesano y a ingresar en la Congregación de la Pasión ("más conocidos como los Pasionistas, C.P."). El 1 de febrero de 1964 fue ordenado sacerdote.
Tras su ordenación estuvo ejerciendo durante años su ministerio pastoral y por esa época marchó hacia Perú. 

### Episcopado
El 26 de noviembre de 1991 fue nombrado por el papa Juan Pablo II primer obispo titular de la sede de Buleliana y vicario apostólico del vicariato de Yurimaguas.
Recibió su consagración episcopal el 29 de febrero de ese mismo año, a manos del entonces nuncio apostólico en el país monseñor Luigi Dossena como consagrante principal y como coconsagrante tuvo a los también españoles: entonces prelado de Moyobamba, monseñor Venancio Celestino Orbe Uriarte, y al obispo emérito del Callao, monseñor Miguel Irízar Campos.
Su cuerpo descansa en la cripta de los obispos de la Catedral de Yurimaguas.